# Médaille Grand Bauhinia
La Médaille Grand Bauhinia (chinois : 大紫荊勳章 ; cantonais Jyutping : daai6 zi2 ging1 fan1 zoeng1) (anglais : Grand Bauhinia Medal (GBM)) est la plus haute distinction décernée dans le cadre du système de récompenses et d'honneurs de la Région administrative spéciale de Hong Kong (RASHK). Elle récompense une personne pour sa contribution hautement significative, tout au long de sa vie, au bien-être de Hong Kong.
Le lauréat a droit aux lettres post-nominales GBM et au prédicat honorifique « l'honorable » (anglais : « The Honourable »).

## Création
La distinction est créée en 1997 pour remplacer le système britannique de distinctions honorifiques, à la suite du transfert de souveraineté à la République populaire de Chine et de la création de la Région administrative spéciale de Hong Kong (RASHK).
Le Bauhinia, Bauhinia blakeana, est l'emblème floral officiel de Hong Kong.

## Description

### Barrette
Description : rouge avec bords jaunes.

## Titulaires
Liste des titulaires.
| Année | Titulaires            |
| ----- | --------------------- |
| 2024  | Martin Liao (en)      |
| 2024  | Siu-Kai Lau           |
| 2024  | Lee Chack-fan         |
| 2024  | Peter Lee Ka-kit (en) |
| 2024  | Lam Shu Chit          |

### Révocations
Rafael Hui, reconnu coupable de corruption en 2014, est retiré de la liste des titulaires de la Médaille Grand Bauhinia obtenue en 2007 avec effet au 2 mars 2018.